# Льялово
Лья́лово — деревня в Московской области России. Входит в городской округ Солнечногорск.
Имя деревни дало название понятию «Льяловская культура», которое возникло по результатам раскопок стоянки древнего человека (3—4 тысячелетие до н. э.), проводившихся вблизи деревни в 1922 году.

## География
Расположена к северо-западу от Москвы, в верховьях реки Клязьмы, у северо-западной окраины рабочего посёлка Менделеево.

## Население
| 1852 | 1859 | 1890 | 1926 | 2002 | 2010 |
| ---- | ---- | ---- | ---- | ---- | ---- |
| 170  | ↗205 | ↘155 | ↗328 | ↗876 | ↘837 |

### Национальный состав
По данным переписи 2002 года из 876 жителей деревни русские составляли 90 %.

## История

### Происхождение названия
Название села происходит от его владельцев, князей Стародубских-Льяловских — ветви князей Стародубских, ведших свой род от одного из сыновей великого князя Владимирского Всеволода Большое Гнездо. Родоначальником ветви Льяловских князей являлся Константин Фёдорович Стародубский, по прозвищу Льяло (в значении: «носик рукомойника», нецерковное имя, известное в частности в Новгороде). В 1440—1460 гг. он был владетелем удельного Льяловского княжества, которое впрочем не имеет никакого отношения к селу, а было частью родового удела с центром в Стародубе на Клязьме и вместе с ним было присоединено к Москве. У него был сын Иван Константинович, современник Ивана III, который оставил пять сыновей — князей Льяловских. Род князей Льяловских угас уже в XVI веке.

### Льялово в XVI — начале XVII вв.
Льялово впервые упоминается в писцовой книге (налоговой описи) 1584—1586 годов; там же упоминается один из прежних владельцев — князь Семён Иванович Стародубский (Льяловский), младший из пяти сыновей упомянутого Ивана Константиновича, воевода в походах эпохи юности Ивана Грозного (1544—1550). Князю Семёну Ивановичу ранее принадлежала треть Льялова, которой на момент составления описи владел князь Пётр Иванович Буйносов-Ростовский; совладельцами Льялова в 1584 г. были князь Иван Никитич Стародубский и Василий Петрович Головин. Это даёт основание полагать, что изначально Льялово было разделено на три части между сыновьями князя Ивана Константиновича Льяловского, впоследствии же сыновья продали свои части или отказали их зятьям. Ивану же Константиновичу, скорее всего, и было пожаловано село Иваном III (его отец, как указывалось, был удельным князем, и потому едва ли мог получить земельное пожалование, выдавшееся за службу).
В XVI в. и ранее Льялово административно входило в Горетов стан Московского уезда. Оно считалось деревней, так как церкви в нём не было: церковь стояла напротив него, на другом берегу Клязьмы, где находился Богоявленский погост. Согласно описи 1584 г. каждый из трёх владельцев имел в Льялове свой «вотчинный двор», причём за ними (владельцами) числилось по описям огромное количество пустошей, образовавшихся на месте окрестных деревень — разорение, типичное для конца царствования Ивана Грозного. Из владельцев Льялова, П. И. Буйносов-Ростовский вошёл в историю тем, что в 1603 г. руководил расправой над боярами Романовыми в их «опальном дворе», за что был произведён Годуновым в бояре, а в 1607 г. был послан Василием Шуйским воеводой против самозванца Петрушки, но был последним разбит при Путивле, взят в плен и отвезён в Белгород, где и убит «изменниками белгородскими мужиками».

### Льялово при Ромодановских

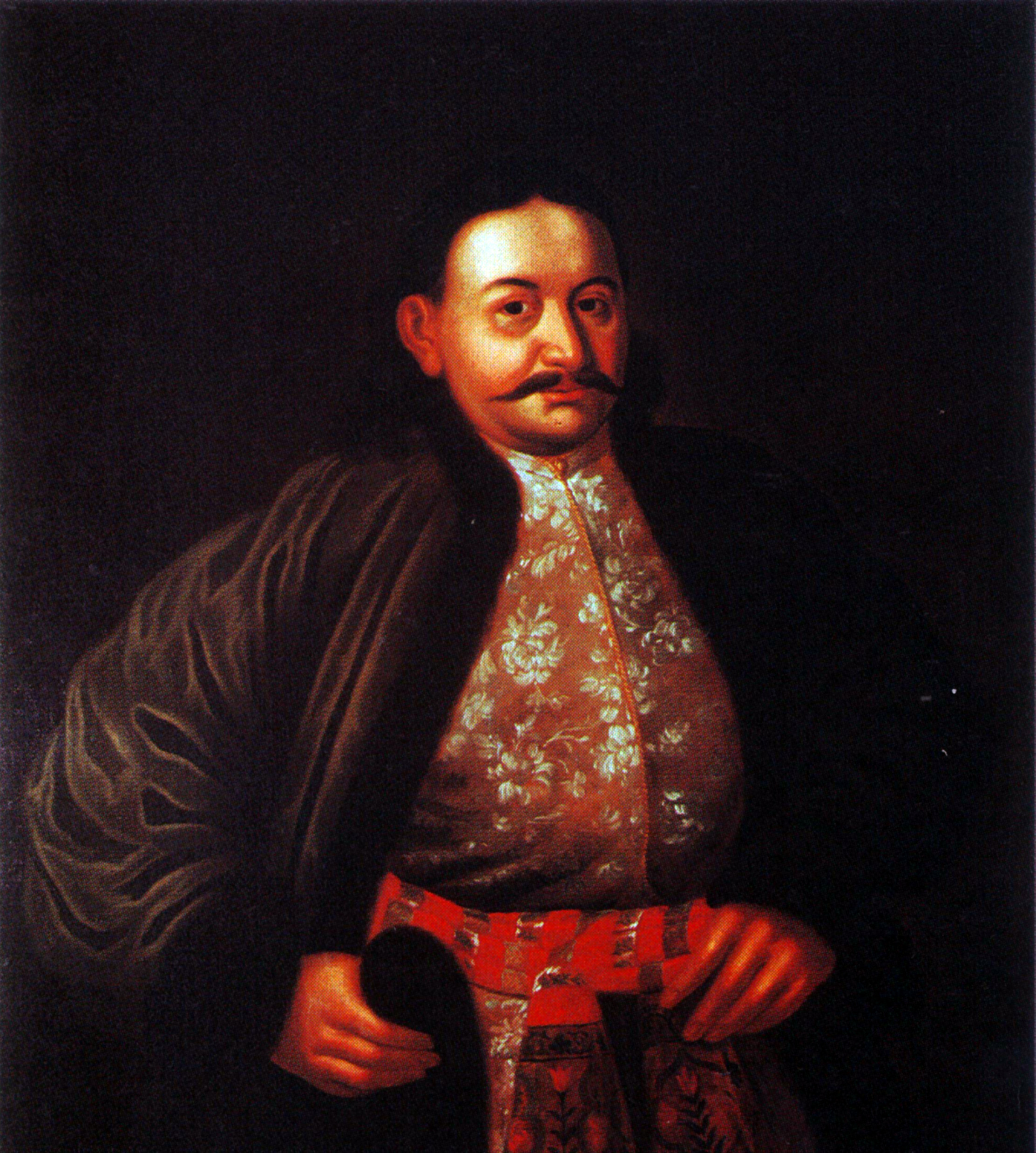
Ф. Ю. Ромодановский

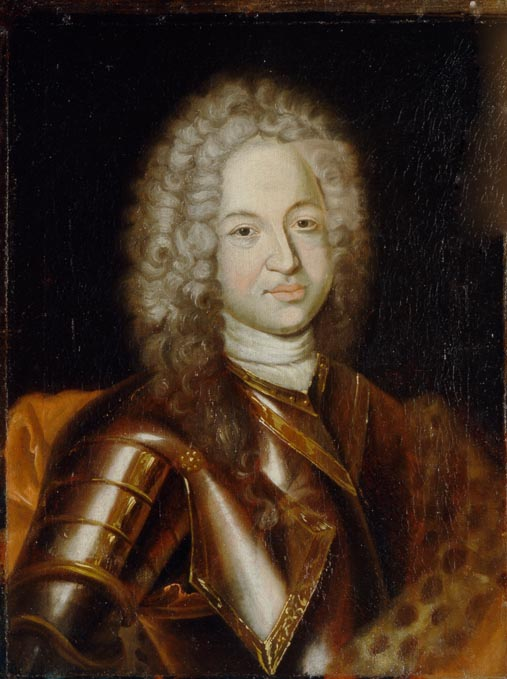
М. Г. Головкин

По окончании Смутного времени разорённое Льялово принадлежало старице кремлёвского Вознесенского монастыря Фетинье — жене Ф. Головленкова; старице Марии Ивановне Головиной, супруге И. Елецкого и С. В. Бороздину. В 1615—1621 гг. село было по частям выкуплено у них потомком стародубских князей князем Григорием Петровичем Ромодановским, видным государственным деятелем (хотя и запятнавшим себя поддержкой поляков в 1611—1612 годах) и тогдашним главой Судного приказа. Согласно данным писцовой книги 1623 г, на западной окраине села вместо прежде существовавшей на Богоявленском погосте церкви князь построил новый деревянный храм Рождества Богородицы с приделом во имя преподобных Зосимы и Савватия Соловецких. Рядом с церковью располагались 3 двора церковного причта, а дальше на восток стояли 6 крестьянских дворов и 11 дворов бобылей. К западу от храма находилась усадьба Ромодановского с 7 дворами, в двух из которых жили княжеские приказчики, а в остальных — дворовые люди. Писцовые книги 1646 года отмечают в Льялове уже 23 крестьянских и 2 бобыльских двора.
После смерти Г. П. Ромодановского (1628) село отошло к его сыну Фёдору. Фёдор Григорьевич Ромодановский умер бездетным в 1689 году, после чего Льялово было приобретено его родственником Фёдором Юрьевичем Ромодановским, знаменитым петровским «князем-кесарем» и начальником Преображенского приказа. Затем Льяловым владел сын последнего Иван Фёдорович, также «князь-кесарь» и последний в роде Ромодановских. Со смертью Ивана Фёдоровича в 1730 г. Льяловым владела его вдова Анастасия Фёдоровна, урождённая Салтыкова (сестра царицы Прасковьи Фёдоровны, супруги царя Ивана Алексеевича), построившая в 1731 году новую церковь. После смерти последней в 1736 г. село унаследовала её дочь Екатерина Ивановна со своим мужем Михаилом Гавриловичем Головкиным. Последнего Анна Леопольдовна сделала вице-канцлером, а Елизавета Петровна после переворота 1741 года сослала в Сибирь, причём жена добровольно последовала за ним. Льялово было взято в казну.

### Льялово при Козицкой и Белосельских-Белозерских
В 1744 году Елизавета пожаловала село барону Николаю Андреевичу Корфу, которому тогда же было поручено сверхответственное и сверхсекретное дело — перевезти Брауншвейгскую фамилию (бывшего императора Иоанна Антоновича с семьёй) из Ораниенбурга в Соловецкий монастырь (фактически Корф привёз их в Холмогоры, где они и оставались долгое время). В 1785 году Льялово приобрела Екатерина Ивановна Козицкая, дочь купца и горнозаводчика С. И. Мясникова и вдова писателя, журналиста и екатерининского статс-секретаря (помогавшего императрице в её литературных трудах) Г. В. Козицкого, который покончил жизнь самоубийством после отставки в 1775 году. Козицкая выстроила новый усадебный дом, разбила парк и в 1800 году возвела на границе усадьбы и села поныне сохранившуюся кирпичную церковь Рождества Богородицы в виде ротонды. Предполагают, что в постройке храма принимал участие известный митрополит Платон (Левшин) — сын причетника храма соседнего села Чарушникова.
Вслед за тем Льялово за дочерью Козицких, Анной Григорьевной, отошло к её мужу князю Александру Михайловичу Белосельскому-Белозерскому, а по смерти А. М. Белосельского-Белозерского — к его сыну Эсперу Александровичу (лейб-гусар; был замешан в дело декабристов, но оправдан, так как вступить в тайное общество отказался; затем участвовал в Русско-турецкой войне 1828—1829 гг, служил на Кавказе). Э. А. Белосельский-Белозерский умер в 1846 г., заразившись тифом при ревизии лазаретов строящейся Николаевской железной дороги, и оставил 3-летнего сына Константина Эсперовича, к которому и перешло Льялово. К. Э. Белосельский-Белозерский, впоследствии генерал-адъютант, участник русско-турецкой войны 1877-78 гг., был женат на Надежде Дмитриевне Скобелевой — сестре знаменитого генерала М. Д. Скобелева.
Будучи очень богат, но в то же время обременён громадными долгами, князь Константин в 1890 году продал Льялово купцу Денисову (сам он умер в эмиграции в Париже в 1920 году). Князь Эспер и некоторые из его родственников похоронены в склепе под льяловской церковью. Церковь и колокольню первоначально соединяла стеклянная галерея, но в 1862 году она была заменена нынешней кирпичной трапезной на средства генерал-майорши Анны Петровны Митриной, владелицы соседнего сельца Никольское (прихода льяловской церкви). А. П. Митрина и её дочь баронесса Юлия Николаевна Штромберг также были похоронены в этой церкви. Церковь отличалась особым для тех мест богатством, о чём свидетельствует тот факт, что при изъятии церковных ценностей в 1922 году было изъято 15 золотых и серебряных предметов, украшенных жемчугом и бриллиантами и драгоценными камнями, весом в 45 килограмм. Главной святыней церкви считалась икона княгини Ольги, якобы написанная в Греции при жизни княгини.

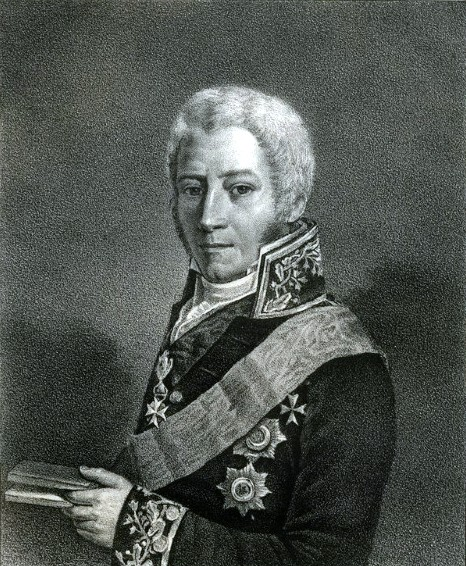
А. М. Белосельский-Белозерский
Э. А. Белосельский-Белозерский
К. Э. Белосельский-Белозерский

### Морозовка

Особняк Н. Д. Морозова в Льялово. Фотография

В 1890 году К. Э. Белосельский-Белозерский продал усадьбу купцу Андрею Тимофеевичу Денисову, который вырубил парк, а затем в 1906 году продал усадьбу за 94 000 рублей Николаю Давидовичу Морозову, владельцу Богородско-Глуховской мануфактуры и члену известной купеческой династии Морозовых. Морозов, долго живший в Англии и потому бывший англоманом, отстроил большой деревянный дом, стилизовавший средневековую английскую архитектуру в духе модерна. Существует легенда, будто дом был куплен за большие деньги на Парижской всемирной выставке 1900 года и в разобранном виде доставлен в Льялово, но фактически он был построен в 1908—1909 году по проекту А. В. Кузнецова, вообще много строившего для Морозовых. 

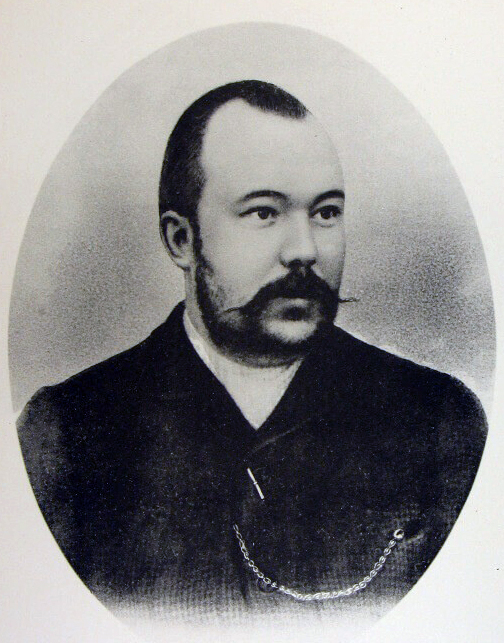
Н. Д. Морозов

По словам крупного исследователя русского модерна М. В. Нащокиной, «составленный из множества объёмов, эркеров, башенок, балконов, террас, лестниц и переходов, этот дом был безусловным стилистическим уникумом московской архитектуры начала XX века». Изнутри дом был отделан ценными породами дерева и резьбой интерьерами, а к северу от него построен кирпичный конный двор в готическом стиле. Директор Ботанического сада Московского университета Р. Э. Регель разбил новый пейзажный парк, с гротом в пруду, фонтанами и т. д., насадив множеством ценных и редких деревьев. Усадьба получила название «Морозовка».
По данным 1852 года, в Льялове было 25 дворов и 170 душ; в 1884 году — уже 32 двора со 186 жителями; в последующие десятилетия село продолжало стремительно расти и в 1926 году насчитывало 58 дворов с 328 жителями. В конце XIX века была выстроена кирпичная земская школа. В 1913 году в Льялове были две чайные, мясная и молочная лавки; от железнодорожной станции Крюково до села была проложена мощёная дорога.
Административно село относилось к Дурыкинской волости, 6-го стана Московского уезда.

Особняк Морозова. Чертёж фасада
Особняк Морозова. Голландская столовая
Домик садовника в имении Морозова
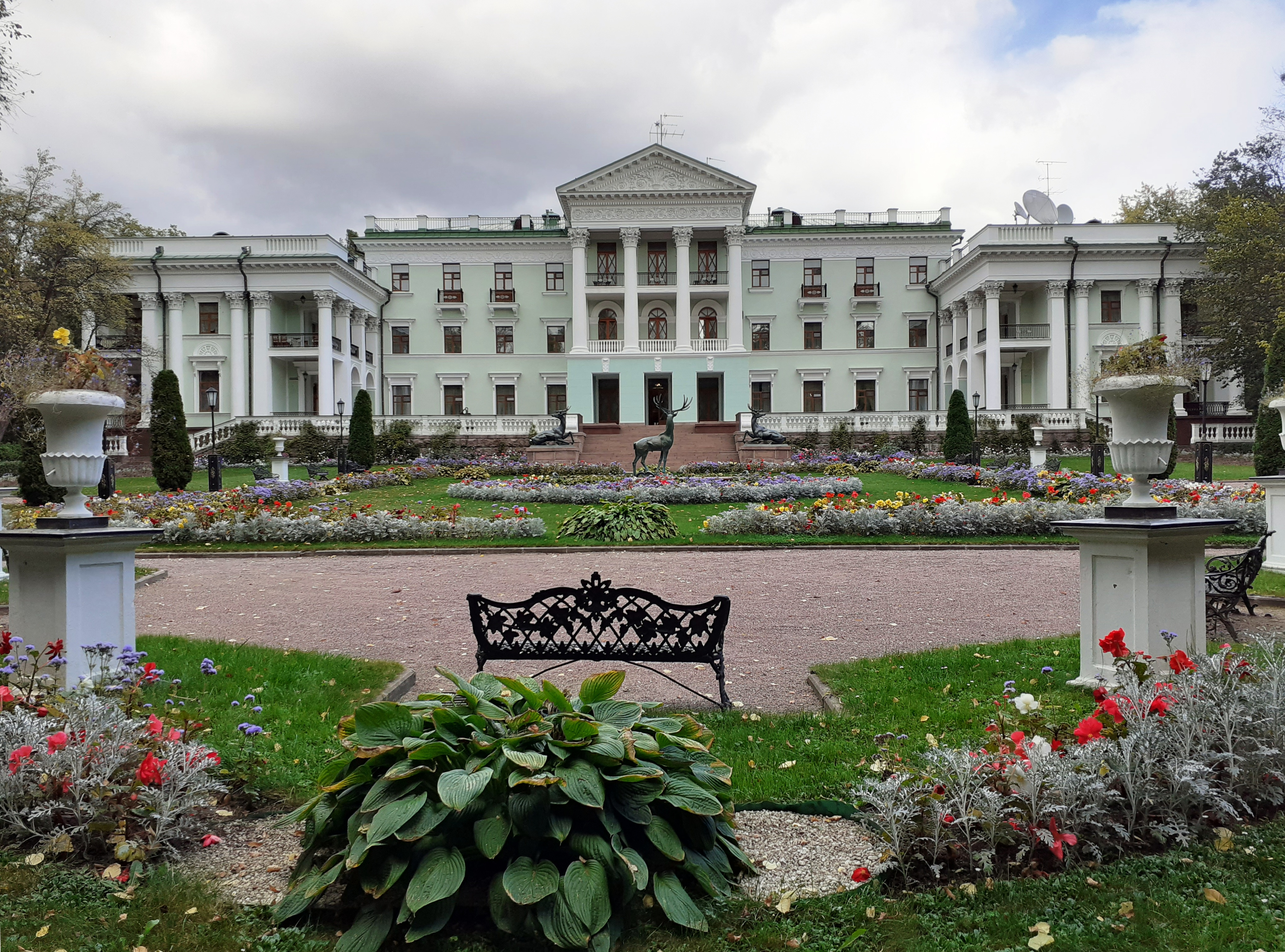
Усадьба "Льялово-Морозовка"

### Льялово в XX―XXI веке

Храм в Льялове после закрытия в 1937 г.

В 1918 году имение Морозова было национализировано, и в нём была размещена станция по изучению кормовых растений Тимирязевской сельскохозяйственной академии, которую и мае 1921 году посетил В. И. Ленин. 1 июня 1921 года постановлением Президиума Моссовета «дача быв. Морозова» была передана Коминтерну, который однако от неё отказался, и уже на следующий день было принято новое постановление о передаче усадьбы Бедняковскому ВИКу (Волостному исполнительному комитету Бедняковской волости, как с 1918 г. стала называться Дурыкинская волость) для организации сельскохозяйственного техникума, который впрочем также не был создан. К 1926 году в усадьбе был создан Дом отдыха ВЦИК, в котором отдыхали многие представители тогдашнего руководства (Н. И. Бухарин, А. В. Луначарский, А. И. Рыков и др.) После ликвидации ВЦИК по конституции 1936 года, «Морозовка» стала Домом отдыха хозяйственного управления Совнаркома (впоследствии Совета Министров).
В конце 1941 года морозовская усадьба сгорела во время налёта. 28 ноября Льялово было занято немцами после боя частей советской 16-й армии с танками 1-й дивизии 3-й танковой группы немцев на северо-восточной окраине села, причём в Льялове короткое время находился КП командующего 16 армией К. К. Рокоссовского. Заняв село, немцы загнали всех женщин в церковь, а мужчин в здание кооператива, и обчистили село, забирая в основном одежду (и вообще материю) и продукты, а также швейные машинки. По словам свидетелей, людей раздевали прямо на улице. Спустя 8 дней немцы отступили, причём сожгли 38 домов.
Как нас грабили: Акт Мы, нижеподписавшиеся, граждане деревни Льялово Солнечногорского района Московской Области, Крылова А. С, Виталин В. И., и Белова Н. И., составили настоящий акт в следующем: 8 ноября 1941 года немецкие войска ворвались в нашу деревню и начали грабить мирное население. Фашисты прямо на улице снимали с колхозников валенки, сапоги, тёплую одежду. Грабили и на квартирах. С Белова П. А. немцы сняли валенки на улице. Вторую пару обуви взяли у него в доме. У Корнышевой Е. Г. фашисты отобрали сапоги мужа и три ватных пальто. Грабители брали детские рубашки, женские платья, накидки для кроватей, швейные машины и даже корыта... У гражданки Беловой фашисты отобрали мешок ржи... При занятии деревни немцы загнали всех женщин в церковь, а мужчин - в здание кооператива, для того чтобы свободнее грабить квартиры. Так фашисты держали нас взаперти 8 суток. Убегая из деревни, немцы сожгли 38 домов. Ещё сообщаем, что немецкие солдаты- в летних шинелях и ботинках, а под шинель напяливали разные награбленные вещи. Вши буквально их заедают. Фашистские власти заставляли нас обирать вшей с одежды немецких солдат. Жители деревни Льялово: А. С. КРЫЛОВА, В. И. ВИТАЛИН, Н. И. БЕЛОВА.

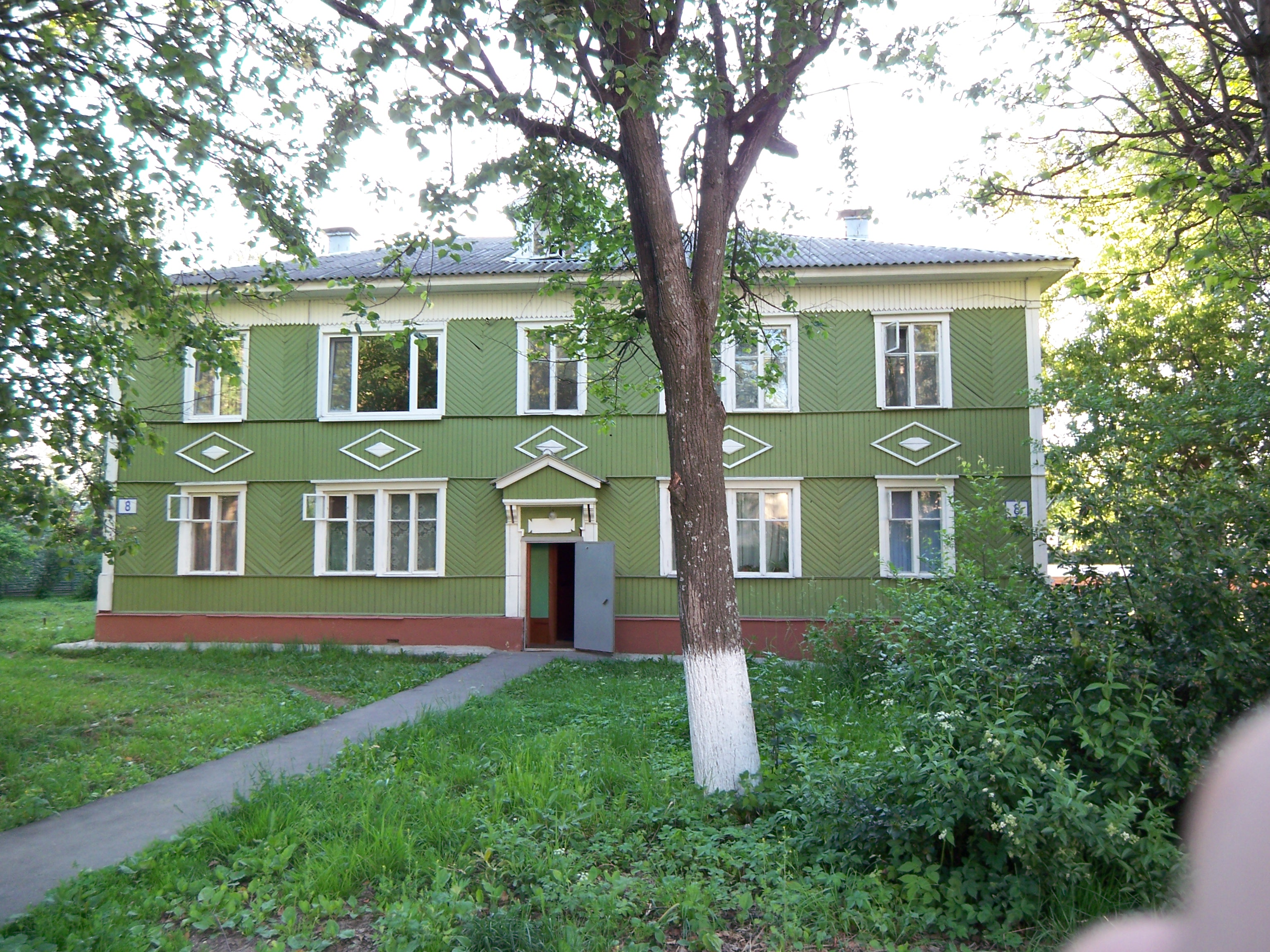
Зелёный дом в Льялово

В 1953 году на месте бывшей усадьбы построили каменное здание санатория — яркий пример сталинского классицизма. Проект архитектора Ф. Ф. Козюкова, по преданию, утвердил лично Сталин. В парке и около пруда были построены беседки. Церковь была закрыта в 1937 году, после чего превращена в колхозный склад; в 1951 г. она была передана дому отдыха и превращена в сельский клуб и народный художественный музей, причём перестроена: крыльцо сломано, колокольня разобрана, надгробья Белосельских-Белозерских выброшены, глава демонтирована и над трапезной надстроен второй этаж; в перестроенном храме разместили сельский клуб и «первый в СССР народный художественный музей». 9 мая 1970 года на том месте, где во время битвы за Москву располагался наблюдательный пункт К. С. Рокоссовского, был заложен мемориальный сквер.
В 1991 году храм был передан Русской православной церкви и отреставрирован. Санаторий в Морозовке в 90-е гг. был приобретён РАО «Газпром».
С 1994 до 2005 гг. деревня входила в Кировский сельский округ Солнечногорского района.
С 2005 до 2019 гг. Льялово включалось в городское поселение Менделеево Солнечногорского муниципального района.
С 2019 года Льялово входит в городской округ Солнечногорск, в рамках администрации которого деревня относится к территориальному управлению Ржавки-Менделеево.

## Археологические раскопки в Льялове
В 1923—1924 годах, а затем в 1951 году в районе Льялова проводились археологические раскопки, начатые Борисом Сергеевичем Жуковым, впоследствии (1931 г.) репрессированным; плодом которых стало открытие Жуковым Льяловской культуры эпохи неолита — древнейшей археологической культуры на территории Московской области. Раскопки велись на очень высоком для того времени методическом уровне, и когда в 1951 году А. Я. Брюсов оконтурил старый раскоп, его общая площадь составляла 400 м². Стоянка, сохранившаяся в торфе, располагалась на левом берегу Клязьмы. Были найдены каменные орудия, обломки специфической керамики, и следы жилищ — прямоугольных полуземлянок с остатками деревянных наземных частей и жилищ шалашного типа. Вслед за тем, недалеко от неё была открыта стоянка Льялово-2. В 1971 г. начальник отдела археологии Зеленоградского музея Александр Неклюдов открыл стоянку Льялово-3, которую он раскапывал с 1985 г. Эта стоянка имеет особое значение, так как её нижние слои относятся ещё ко временам мезолита и она является древнейшим поселением Москвы и западного Подмосковья. Стоянка располагается в 800 м на юго-запад от церкви Рождества, в 350 м от автомобильного моста через Клязьму, на мысу; от знаменитой Льяловской стоянки её отделяет 1,5 км, от стоянки Льялово-2 — 700 м. Общая площадь стоянки, по оценкам, составляла 1500 м², раскопана она была частично (312 м²). В раскопе найдены следы кострищ и жилищ шалашного типа и 16 тысяч находок, большая часть которых относится к мезолиту, но также велика доля и артефактов Льяловской культуры (45 %). Для мезолитических находок характерны прежде всего концевые скребки на пластинах и отщепах, резцы с ретушью, скобели, топоры с перехватом, вкладыши и стрелы на ножевидных пластинах; к мезолиту относится также камнеобрабатывающая мастерская и уникальный рисунок на сланцевой гальке со схематическим изображением жилища шалашного типа. К льяловской культуре относятся кремнёвые штампы для нанесения орнамента на керамику, шлифовальные камни, кинжал, наконечники стрел, дротиков, копий, выпрямители стрел. Было обнаружено святилище, найдены художественные изделия — сланцевая подвеска в виде миниатюрного топорика, фигурки из кремня, камни со следами целенаправленного оформления. В верхних слоях найдены отдельные предметы, относящиеся к бронзовому веку и дьяковской культуре раннего железного века.